# Hèrcules: L'origen de la llegenda
Hèrcules: L'origen de la llegenda (títol original en anglès: The Legend of Hercules) és una pel·lícula del 2014 dirigida per Renny Harlin i coescrita per Harlin amb Daiel Giat, Giulio Steve i Sean Hood. És protagonitzada per Kellan Lutz, Gaia Weiss, Scott Adkins, Roxanne McKee i Liam Garrigan. La pel·lícula fou doblada al català.

## Argument
Amfitrió, rei de Tebes, es casa amb la reina Alcmena, i esdevé cada cop més violent i salvatge. Alcmena ja no sent res pel seu marit i prega a la deessa Hera. Ella informa Alcmena que aviat tindrà un fill de Zeus que es dirà Hèracles. Uns dies més tard, Zeus baixa de l'Olimp, però no sota forma humana: és invisible. La relació sexual que tenen Zeus i Alcmena és coneguda per Amfitrió, que vol condemnar Alcemana a mort, però no pot pas. Nou mesos després, Hèracles ve al món. Amfitrió, sabent que el nen no és seu, l'anomena Alcide i informa la seva dona que no tindrà mai el tron per damunt d'Íficles (el fill gran del rei i de la reina), que serà el seu únic hereter. Vint anys més tard, Hèracles s'enamora de la princesa de Creta. Íficles i Amfitrió s'alien, el rei dona per dona a Íficles aquesta princesa i envia Hèracles a la guerra. És el temps d'Hèracles de vèncer tots els seus enemics, i si no torna en tres mesos i tres nits de lluna plena, la princesa es casarà amb Íficles.

## Recepció

### Crítica
La pel·lícula fou altament criticada. A Rotten Tomatoes, té una qualificació d'aprovació del 5% basada en 83 ressenyes, amb una nota mitjana de 2'70/10, basada en 82 ressenyes. El consens del web exposa que: «d'aspecte pobre, mal interpretada i avorrida, l'obra no és ni prou divertida com per qualificar-la com a pel·lícula d'acció ni suficientment absorbent per a catalogar-la a un nivell dramàtic». A Metacritic, la pel·lícula té una puntuació de 22 sobre 100, basada en les ressenyes de 19 crítics, que indiquen «ressenyes generalment desfavorables». El públic enquestat per CinemaScore li donà una nota mitjana de "B−" en una escala d'A+ a F.

### Recaptació
El primer cap de setmana recaptà 8.868.318 dòlars estatunidencs, classificant-se en el tercer lloc de la taquilla nacional darrere de L'únic supervivent i Frozen: El regne del gel. A partir del 9 de març de 2014 recaptà 18'8 milions de dòlars estatunidencs als Estats Units d'Amèrica i 42'4 milions de dòlars estatunidencs addicionals, a nivell internacional, per acabar sumant un total mundial de 61'3 milions de dòlars estatunidencs, la qual cosa no li permeté recuperar el pressupost invertit de 70 milions de dòlars estatunidencs.

### Premis i nominacions
| Any  | Premi                  | Categoria                             | Nominació                         | Resultat | Ref.        |
| ---- | ---------------------- | ------------------------------------- | --------------------------------- | -------- | ----------- |
| 2014 | Premis Young Hollywood | Super Superhero                       | Kellan Lutz                       | Nominat  | [ 6 ]       |
| 2014 | Premis Teen Choice     | Millor actor en un pel·lícula d'acció | Kellan Lutz                       | Nominat  | [ 7 ]       |
| 2015 | Premi Golden Raspberry | Pitjor pel·lícula                     | Hèrcules: L'origen de la llegenda | Nominat  | [ 8 ] [ 9 ] |
| 2015 | Premi Golden Raspberry | Pitjor remake o seqüela               | Hèrcules: L'origen de la llegenda | Nominat  | [ 8 ] [ 9 ] |
| 2015 | Premi Golden Raspberry | Pitjor actor                          | Kellan Lutz                       | Nominat  | [ 8 ] [ 9 ] |
| 2015 | Premi Golden Raspberry | Pitjor actriu                         | Gaia Weiss                        | Nominada | [ 8 ] [ 9 ] |
| 2015 | Premi Golden Raspberry | Pitjor director                       | Renny Harlin                      | Nominat  | [ 8 ] [ 9 ] |
| 2015 | Premi Golden Raspberry | Pitjor parella protagonista           | Kellan Lutz                       | Nominat  | [ 8 ] [ 9 ] |